# Ozarba bipars
Ozarba bipars är en fjärilsart som beskrevs av George Francis Hampson 1891. Ozarba bipars ingår i släktet Ozarba och familjen nattflyn. Inga underarter finns listade i Catalogue of Life.